# Veliki Bastaji
Veliki Bastaji is een plaats in de gemeente Đulovac in de Kroatische provincie Bjelovar-Bilogora. De plaats telt 538 inwoners (2001).